# آشفيلد المستقلون
آشفيلد المستقلون هو حزب سياسي في مقاطعة آشفيلد في نوتينغهامشاير، إنجلترا.

## التاريخ الانتخابي
في عام 2017، تقدم حزب آشفيلد المستقلون بمرشحين في انتخابات مجلس مقاطعة نوتنغهامشير. وقد ربحوا 5 مقاعد. 
بعد شهر، ترشحت جيل تيرنر للحزب في الانتخابات العامة لعام 2017 وحصلت على 9.2 ٪ من الأصوات مع 4612 صوتًا، وحصلت على ثاني أعلى اصوات ضمن التصويت المستقل في إنجلترا ، ومع ذلك احتفظ حزب العمال بالمقعد. 
فاز الحزب مرتين في الانتخابات الفرعية لمجلس مقاطعة آشفيلد في عامي 2017 و 2018 في مناطق شمال هوكنال  و سوتن جونكشن & هارلو وودز. 
في عام 2019، تقدم الحزب بمرشحين عبر مجلس مقاطعة آشفيلد وفاز بـ 30 مقعدًا من أصل 35 مقعدًا، وسيطر بشكل عام على السلطة في المقاطعة.  كما تقدم الحزب أيضًا بمرشحين في مجلس بروكتسو برو المجاور، وفاز بمقعد واحد.  بالإضافة إلى ذلك ، فاز الحزب بالسيطرة على مجلس أبرشية أنيسلي ومجلس أبرشية فيلي.
في يوليو / تموز 2019، أعلن زعيم الحزب جيسون زادروزني أنه سيكون مرشحًا لدائرة أشفيلد عند إجراء الانتخابات العامة المقبلة.  وجاءت الانتخابات في ديسمبر 2019 وجاء زادروزني في المرتبة الثانية بنسبة 27.6٪ من الأصوات.

## أعضاء المجلس المنتخبون

### مجلس مقاطعة أشفيلد
يوجد حاليًا 35 مستشارًا في مجلس مقاطعة آشفيلد، 29 منهم أعضاء في أشفيلد المستقلون.  تم انتخاب عضو المجلس ديف هينيغان في عام 2019 باعتباره ضمن الحزب، ولكن تم طرده في مايو 2020 بعد خلافات مع بقية الحزب. 
| عضو مجلس          | الدائرة الانتخابية     |
| ----------------- | ---------------------- |
| جون بيرد          | سوميت                  |
| كير بارسبي        | سانت ماري              |
| جيم بلاغدين       | مركز هوكنال            |
| توني بروير        | سكيجبي                 |
| سياران براون      | أنيسلي وكيركبي وودهاوس |
| كريستيان تشابمان  | جاكسدال                |
| ميلاني دارينجتون  | سكيجبي                 |
| سامانثا ديكين     | سنترال ونيو كروس       |
| آندي جاسكوين      | سيلستون                |
| ديل غراوندز       | كينغز واي              |
| أرني هانكين       | سيلستون                |
| أندرو هاردينج     | هوثويت وبريرلي         |
| توم هوليس         | هوثويت وبريرلي         |
| تريفور لوك        | مركز هوكنال            |
| راشيل مادن        | كيركبي وودهاوس         |
| سارة ماديجان      | ليمنجتون               |
| ديفيد مارتن       | أندروود                |
| آندي ميكين        | آبي هيل                |
| وارن نوتال        | سوميت                  |
| ماثيو رلف         | تقاطع ساتون وهارلو وود |
| ديف شو            | هوكنال نورث            |
| جون سمولريدج      | كارسيك                 |
| هيلين آن سميث     | ستانتون هيل وتيفرسال   |
| ديفيد والترز      | أشفيلدز                |
| لي ووترز          | هوكنال نورث            |
| كارولين ويلكينسون | ذا دالس                |
| دانيال ويليامسون  | كيركبي كروس وبورتلاند  |
| جون ويلموت        | هوكنال نورث            |
| جايسون زادروزني   | لاروود                 |

### مجلس بروكستو بارو
يوجد عضو مجلس واحد من حزب آشفيلد المستقلون في مجلس بروكستو بارو: 
| عضو مجلس           | الدائرة الانتخابية |
| ------------------ | ------------------ |
| إليزابيث ويليامسون | برينسلي            |

### مجلس مقاطعة نوتنغهامشاير
هناك 6 أعضاء في مجلس مقاطعة نوتنغهامشير أعضاء في حزب آشفيلد المستقلون: 
| عضو مجلس        | قسم                   |
| --------------- | --------------------- |
| سامانثا ديكين   | ساتون الوسطى والشرقية |
| توم هوليس       | ساتون ويست            |
| راشيل مادن      | كيركبي إن آشفيلد ساوث |
| ديفيد مارتن     | سيلستون               |
| هيلين آن سميث   | ساتون نورث            |
| جايسون زادروزني | أشفيلدز               |

## انتخابات وستمنستر
| انتخابات سنة | عدد المقاعد | ±      | مرشح            | مجموع الأصوات | ٪    | ٪ في مقعد المسابقة | ٪ في مقعد المسابقة | مكان    | موقع          |
| ------------ | ----------- | ------ | --------------- | ------------- | ---- | ------------------ | ------------------ | ------- | ------------- |
| 2005         | 0 / 646     | </img> | روي ادكنز       | 2،292         | 0.0٪ | 5.5٪               |                    | الرابعة | لا توجد مقاعد |
| 2017         | 0 / 650     | </img> | جيل تيرنر       | 4،612         | 0.0٪ | 9.2٪               |                    | الثالث  | لا توجد مقاعد |
| 2019         | 0 / 650     | </img> | جايسون زادروزني | 13498         | 0.1٪ | 27.6٪              |                    | الثاني  | لا توجد مقاعد |